# Parc Stanley
Pour les articles homonymes, voir Stanley.
Le parc Stanley (anglais : Stanley Park) est un parc urbain  de 404,9 hectares (1 000 acres) qui se situe à Vancouver, en Colombie-Britannique. 
Le parc a été officiellement ouvert le 27 septembre 1888, où il a été baptisé du nom de Frederick Stanley, gouverneur général du Canada de l'époque.

## Description

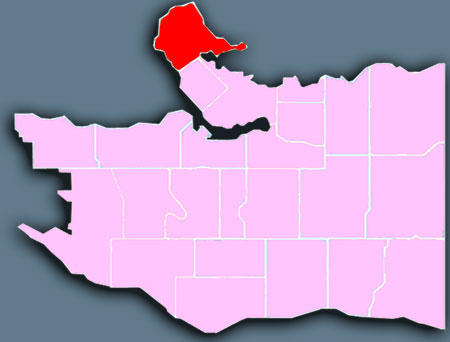
Localisation du Stanley Park à Vancouver.

Il est le troisième plus grand parc urbain d'Amérique du Nord, étant 10 % plus étendu que celui de Central Park à New York et mesurant presque la moitié de Richmond Park.
Le parc attire environ huit millions de visiteurs chaque année, incluant à la fois les touristes et les habitants, qui viennent pour ses installations récréatives et ses attributs naturels. Une corniche (seawall) de 8,8 kilomètres (5,5 miles) qui permet de faire le tour du parc, est utilisée par 2,5 millions de marcheurs, cyclistes et skaters chaque année. Une grande partie du parc est boisée avec un demi-million d'arbres dont certains atteignent 76 mètres de haut (250 pieds) et une centaine est âgée de 100 ans ou plus,.
Le parc dispose de plus de 200 km (125 miles) de chemins et routes, qui sont surveillés par la police montée du Vancouver Police Department. Le Projet pour espaces publics a classé Stanley Park comme le 16e meilleur parc au monde et le 6e meilleur parc en Amérique du Nord.

## Histoire

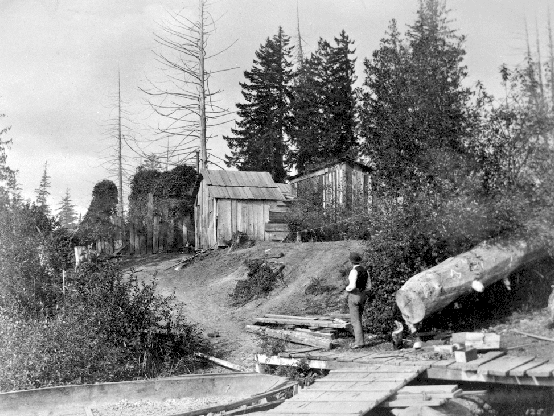
Anciennes « maisons longues » (longhouses) d'indiens Squamish situées à Coal Harbour en 1886

La zone du parc est le territoire traditionnel de peuples autochtones. Sur les rives de la baie Burrard et de la baie Howe, les Squamishs disposaient de plusieurs villages dans ce parc. Les Musqueams utilisaient les terrains en contrebas du Fraser pour y entreposer des ressources.
Le parc a été désigné lieu historique national le 11 novembre 1988.

## Attractions

### Installations récréatives
Cette oasis de plus de 400 hectares, peuplée de cèdres et de sapins, crée une atmosphère de tranquillité et offre un point de vue imprenable sur les différents quartiers de Vancouver tout au long de la route circulaire en bord de mer.
Le « Lagon perdu » (Lost lagoon) est un paradis pour beaucoup de variétés d'oiseaux, de petits îlots offrent un refuge pour les espèces vivant aux alentours. Le Lost Lagoon Nature House donne des informations sur l'histoire de la nature ainsi qu'une brochure pour en faire le tour.
Malheureusement, plusieurs grands arbres du parc ont été détruits par une tempête durant l'hiver 2007.
Une myriade d'activités diverses sont réunies autour et au sein du parc : un parcours de golf Pitch and Putt, le Ted and Mary Greig Rhododendron Garden, le Rose Garden, des courts de tennis, des jeux aquatiques pour les enfants et l'Aquarium de Vancouver.
Il est possible d'en faire le tour en se promenant le long de la piste cyclable et piétonne qui l'entoure (8,85 km), ou bien de le traverser en empruntant les nombreuses pistes qui le sillonnent. Le lac de Beaver est une oasis de paix au milieu de la forêt.

## Galerie

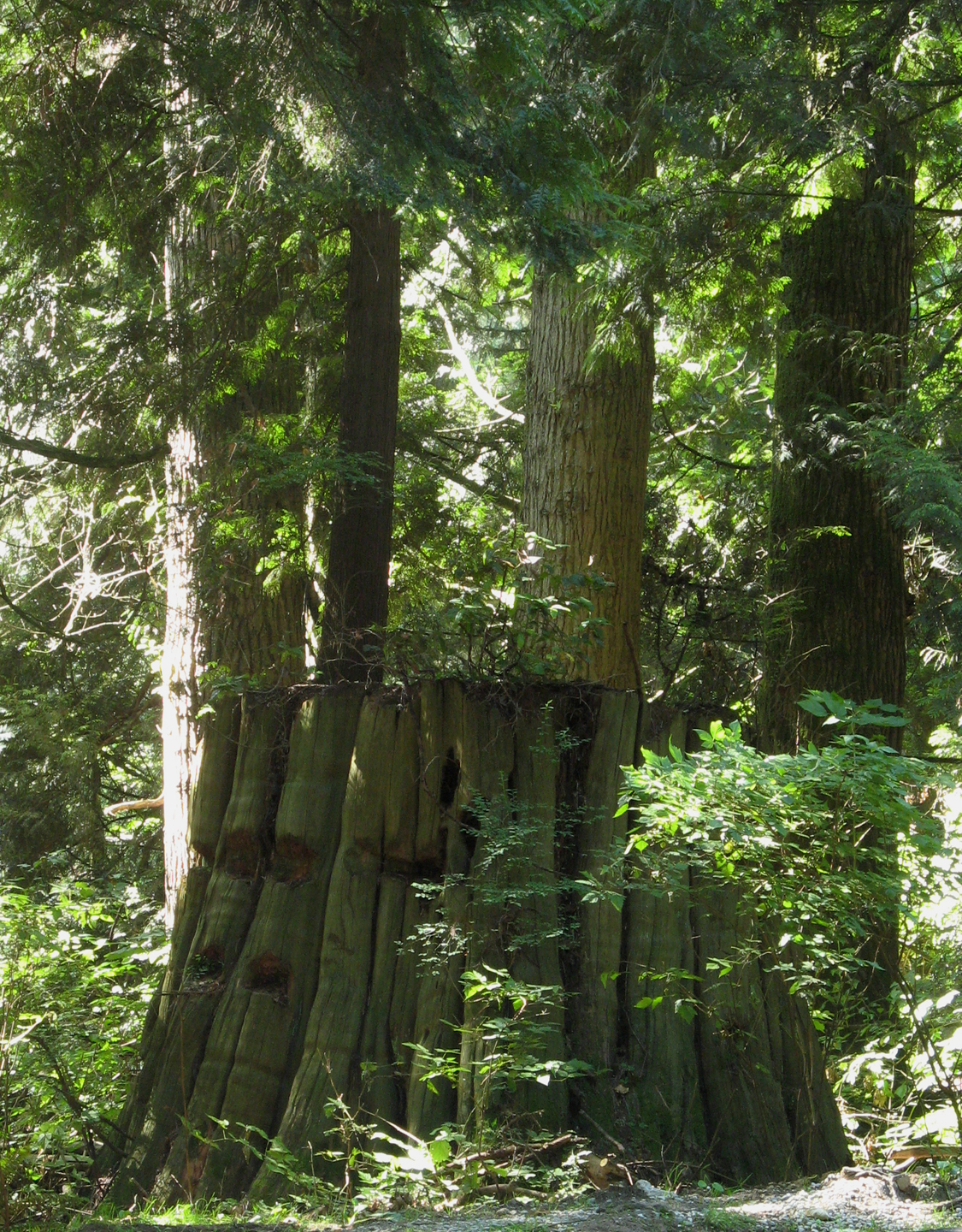
Encoches visibles sur des souches d'arbre qui sont des traces de l'activité forestière des années 1860.
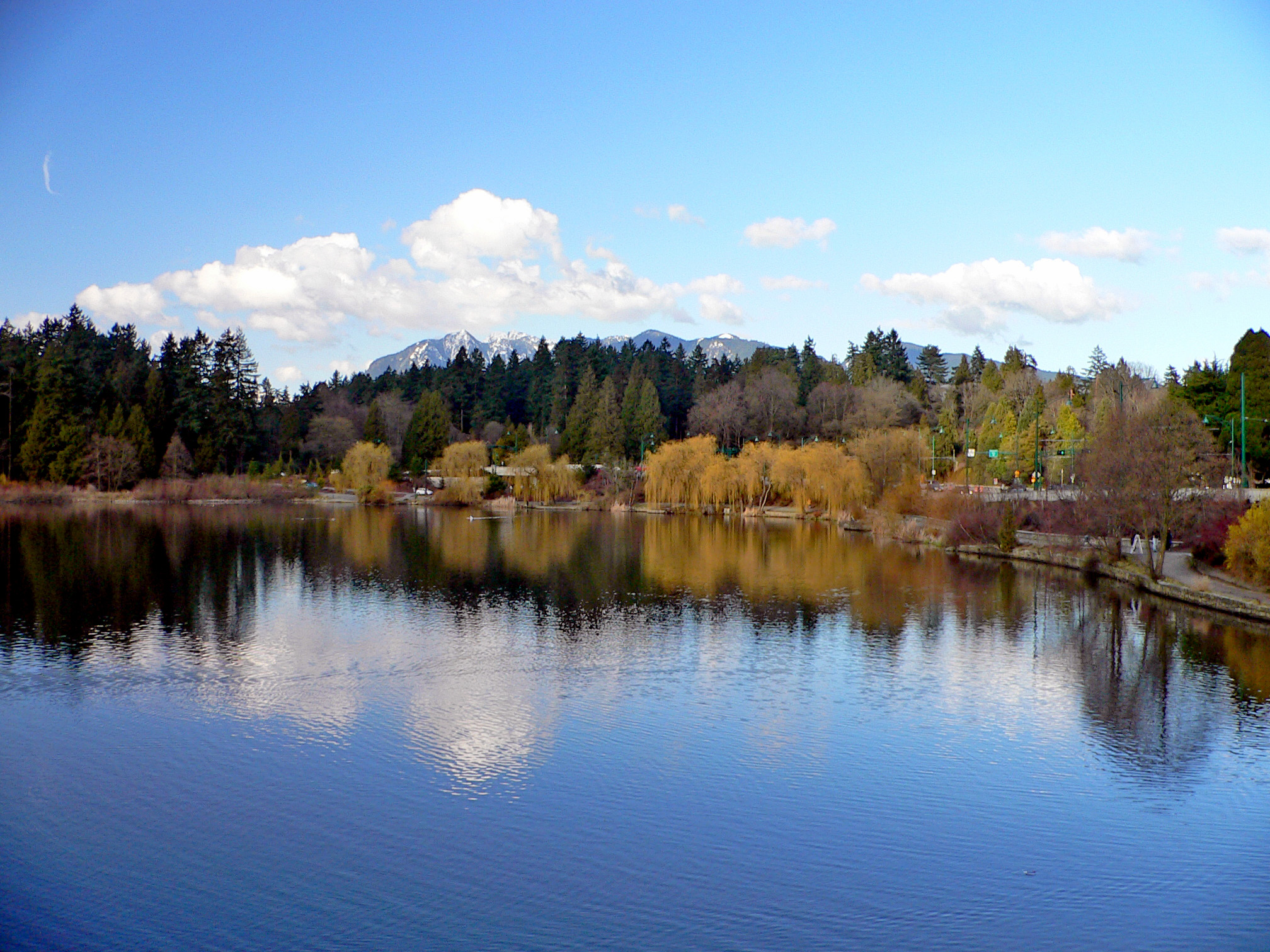
Lost Lagoon.
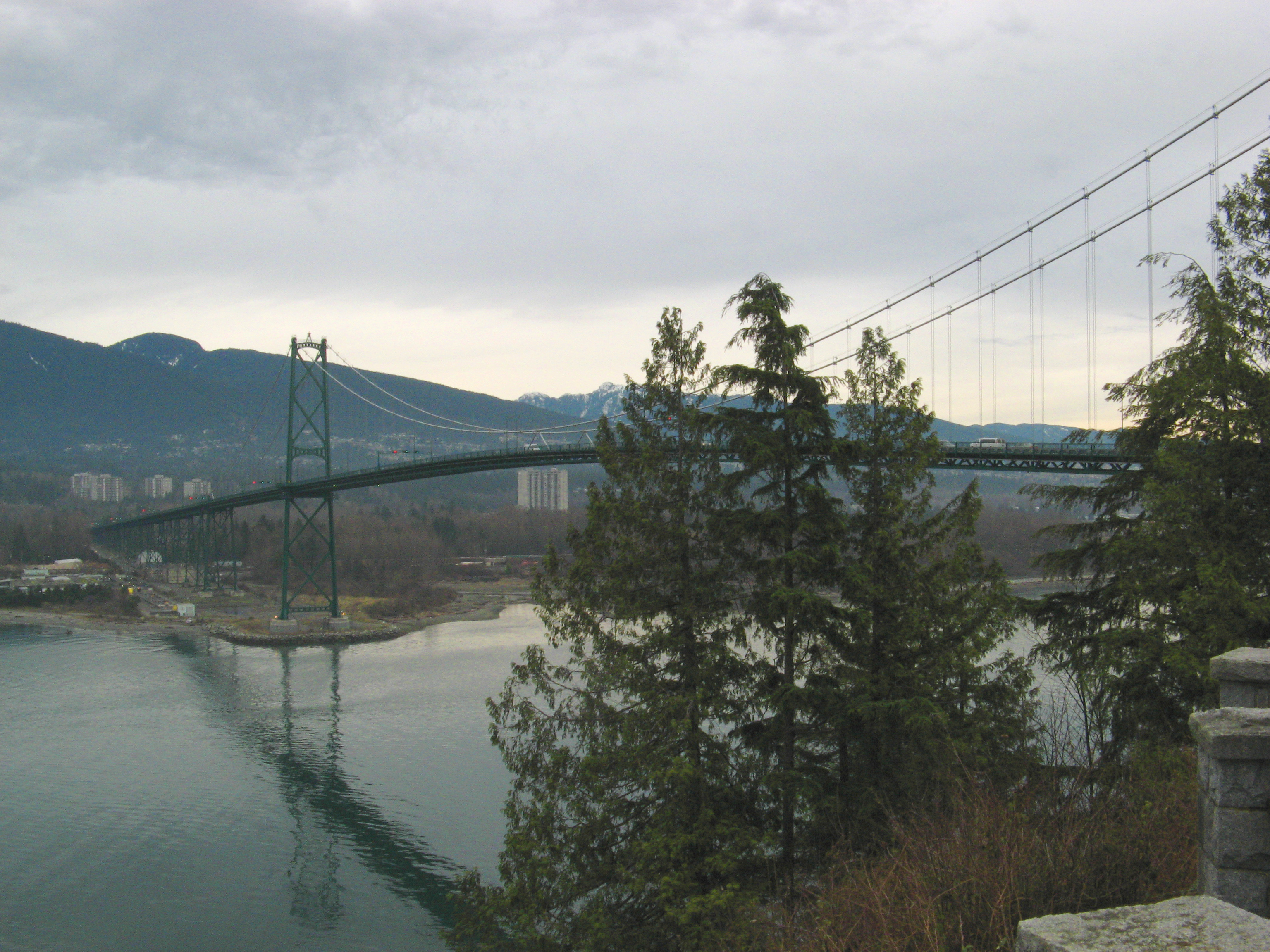
Pont Lions Gate reliant les municipalités de Vancouver et Vancouver Ouest.
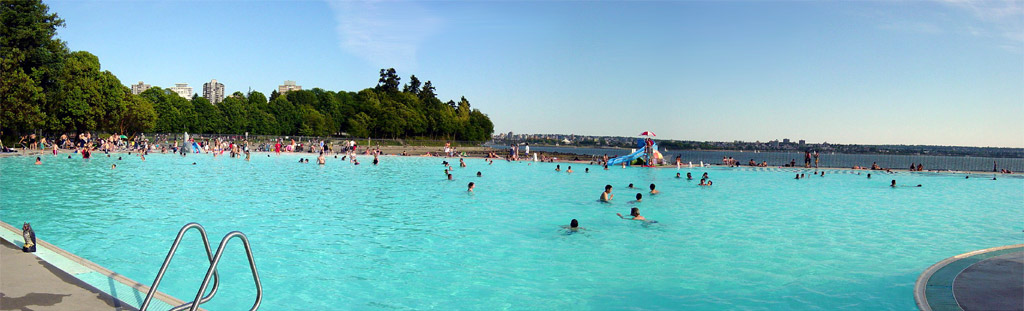
Second Beach Pool.
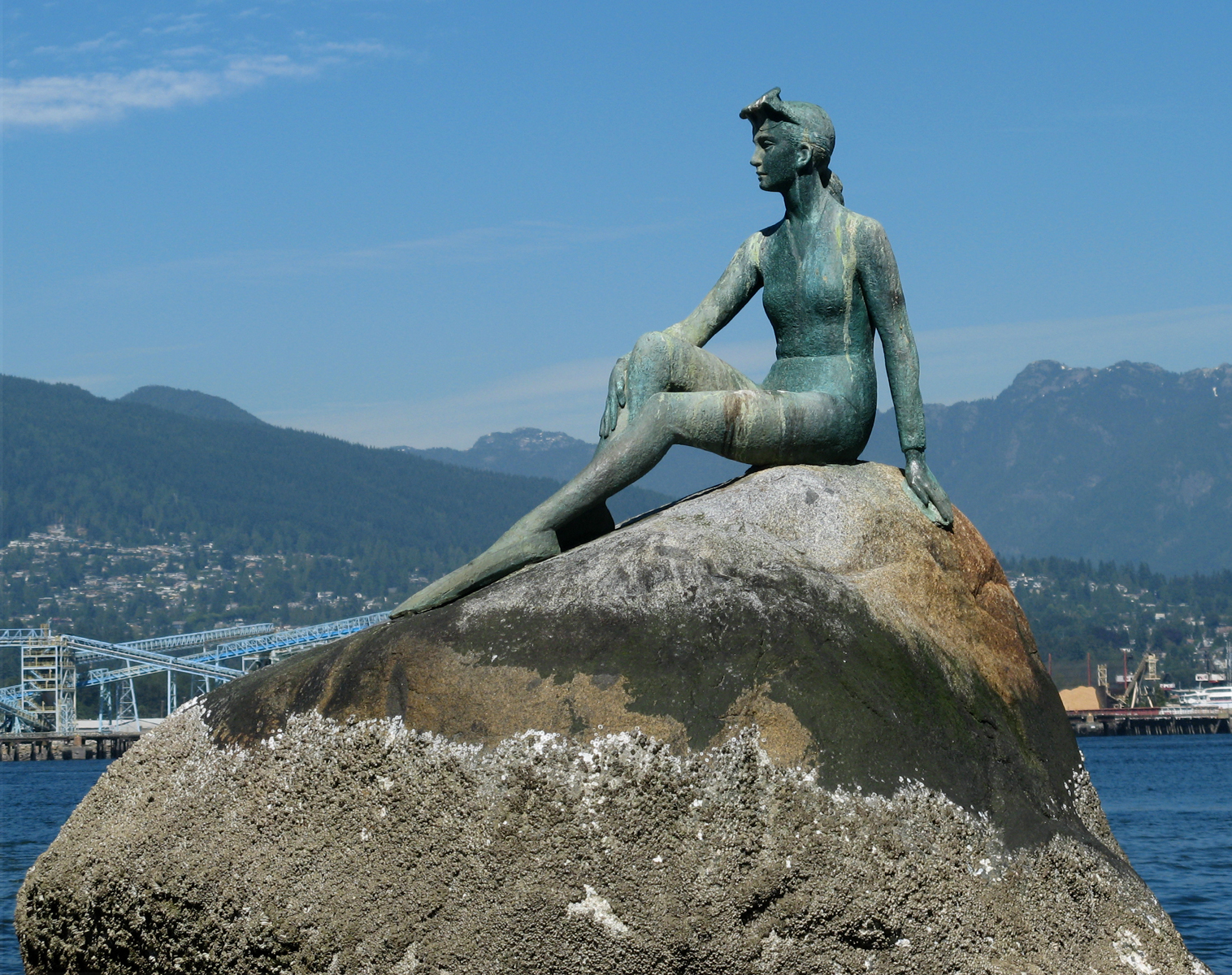
Statue Girl in a Wetsuit.
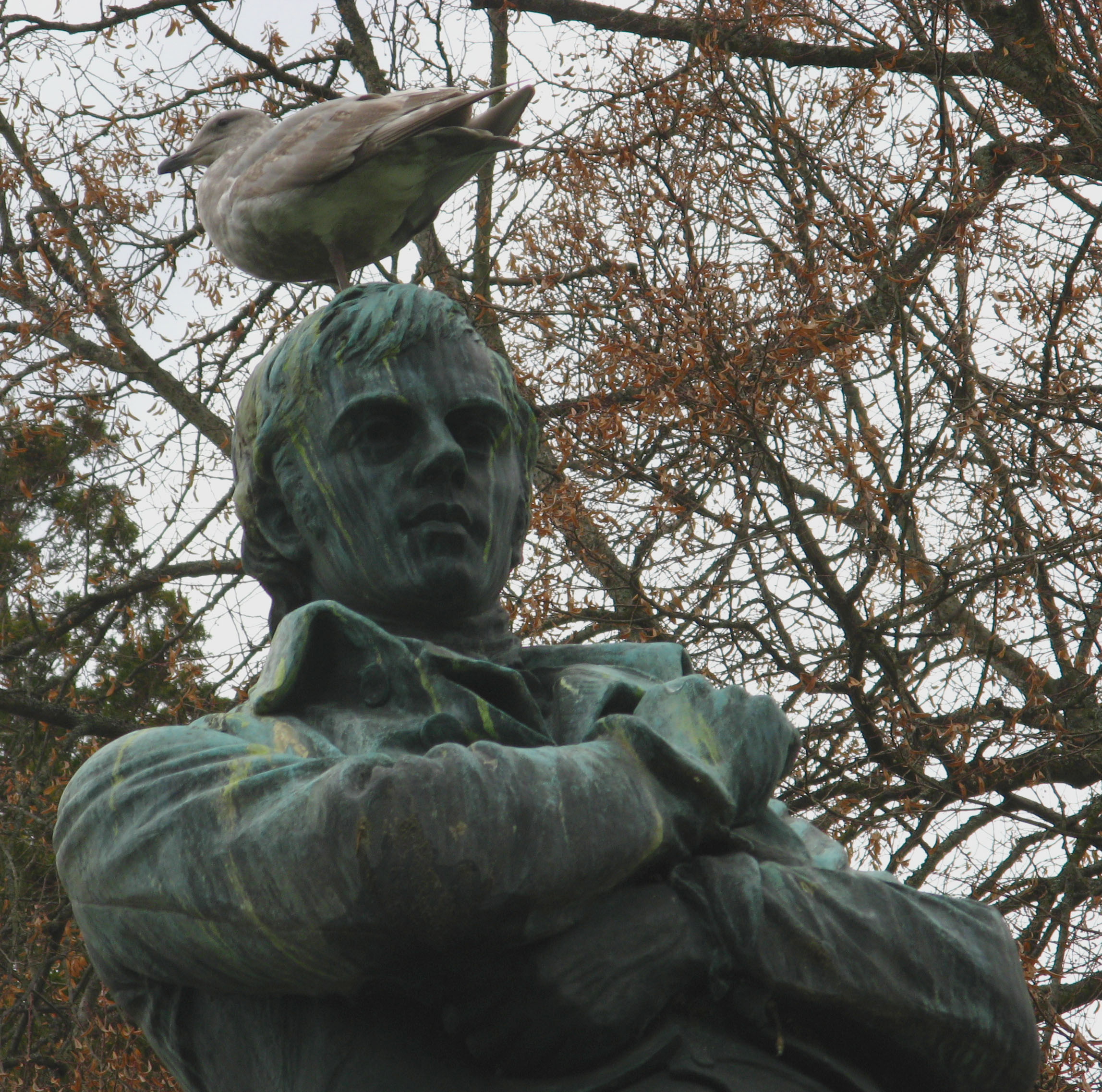
Statue du poète écossais, Robert Burns.
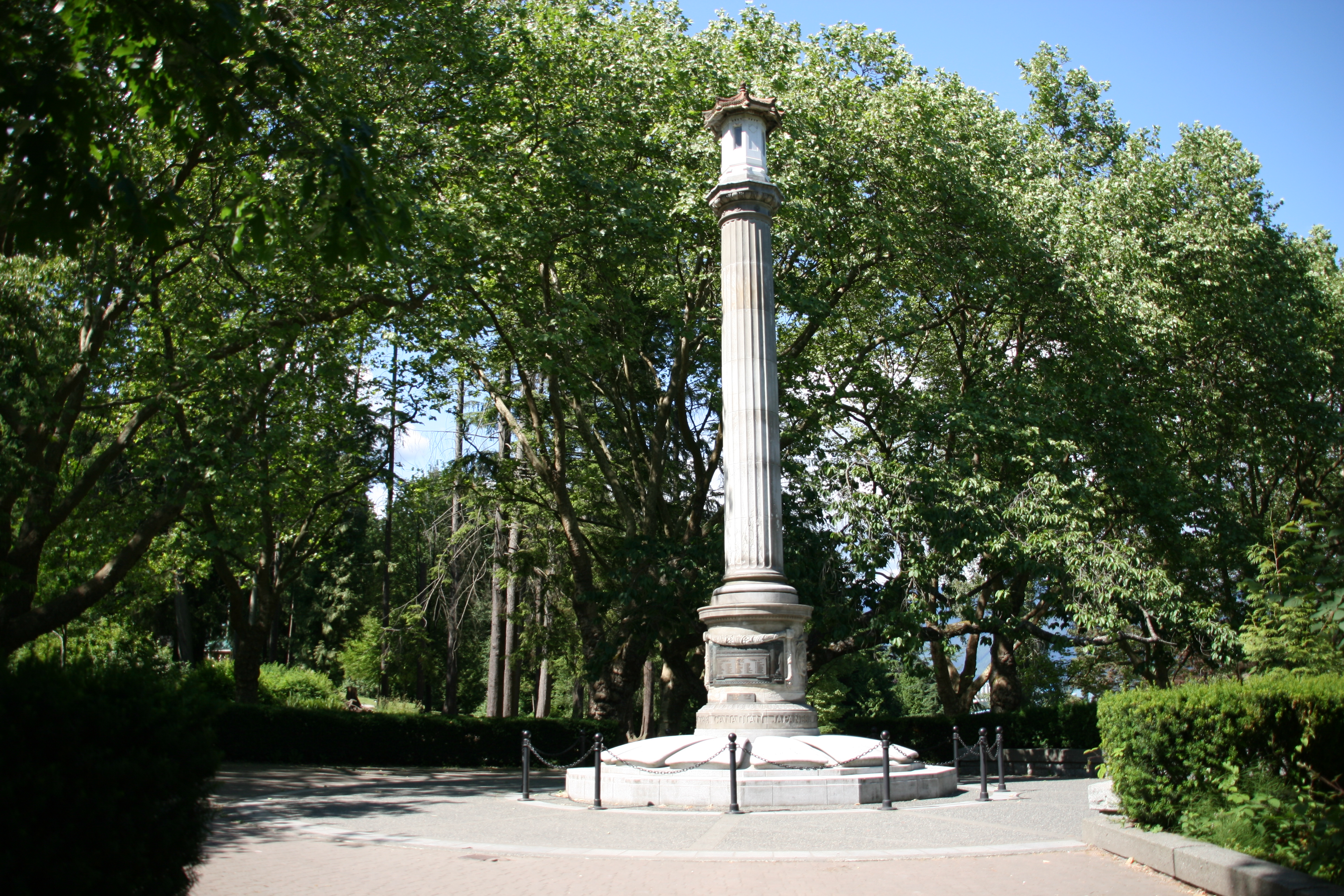
Le Japanese War Memorial
Vancouver du parc Stanley.
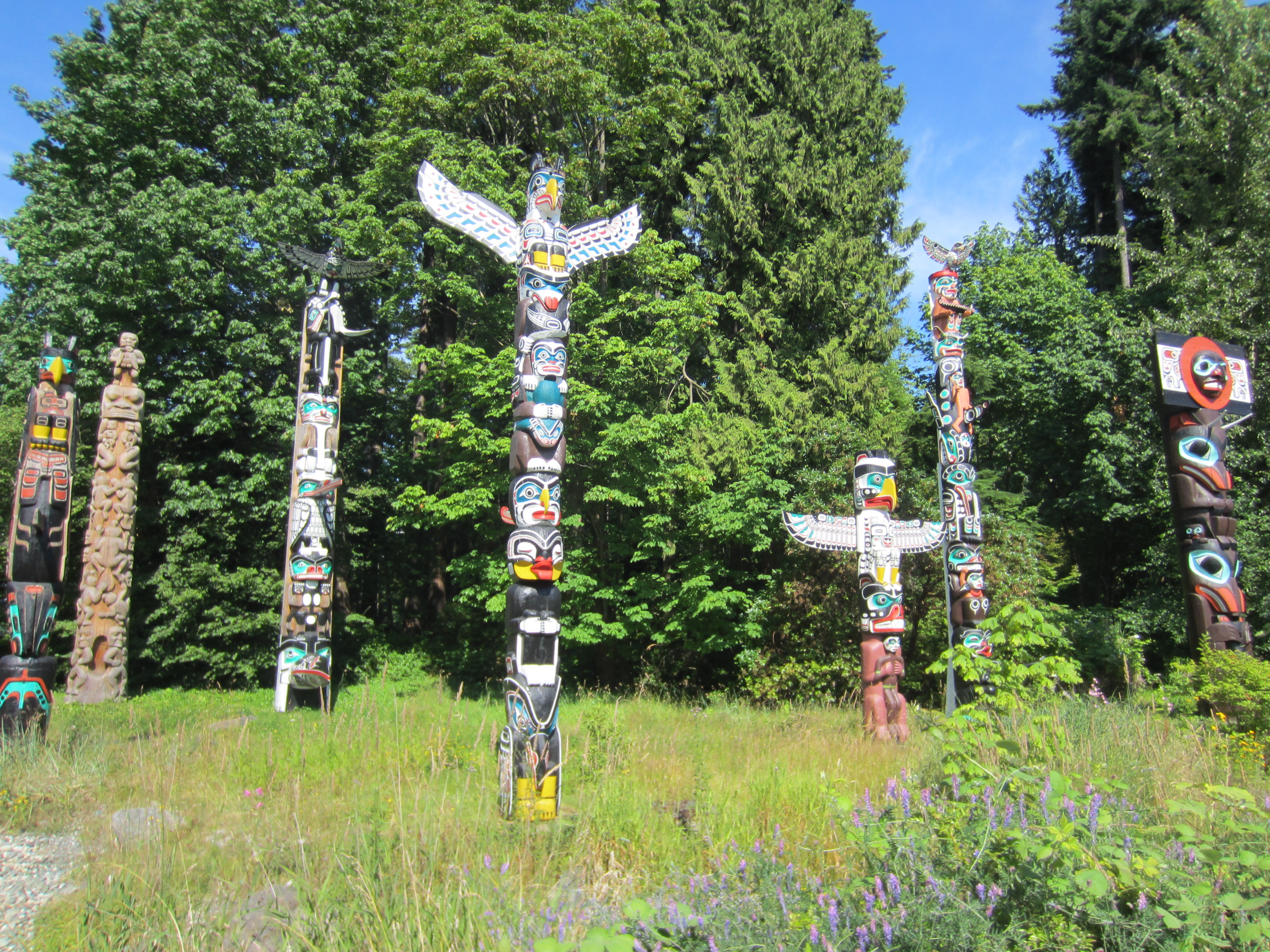
Le parc Totem Poles